# Phreatia sinadjiensis
Phreatia sinadjiensis är en orkidéart som beskrevs av Johannes Jacobus Smith. Phreatia sinadjiensis ingår i släktet Phreatia och familjen orkidéer.
Artens utbredningsområde är Sulawesi. Inga underarter finns listade i Catalogue of Life.